# إيفور دين
إيفور دين (بالإنجليزية: Ivor Dean)‏ هو ممثل بريطاني، ولد في 21 ديسمبر 1917 بلندن في المملكة المتحدة، وتوفي في 10 أغسطس 1974 في المملكة المتحدة.

## وصلات خارجية
- إيفور دين على موقع IMDb (الإنجليزية)
- إيفور دين على موقع أول موفي (الإنجليزية)
- إيفور دين على موقع قاعدة بيانات الفيلم (الإنجليزية)